# NGC 3752
NGC 3752 é uma galáxia espiral (Sab) localizada na direcção da constelação de Draco. Possui uma declinação de +74° 37' 43" e uma ascensão recta de 11 horas, 32 minutos e 32,3 segundos.
A galáxia NGC 3752 foi descoberta em 2 de Abril de 1801 por William Herschel.